# Louis Renault (jurist)
Louis Renault, född 21 maj 1843 i Autun, död 8 februari 1918 i Barbizon, var en fransk jurist och professor i folkrätt i Paris och medlem av den Permanenta skiljedomstolen. 
År 1907 erhöll han, tillsammans med Ernesto Moneta, Nobels fredspris.